# Agios Antonios (Paphos)

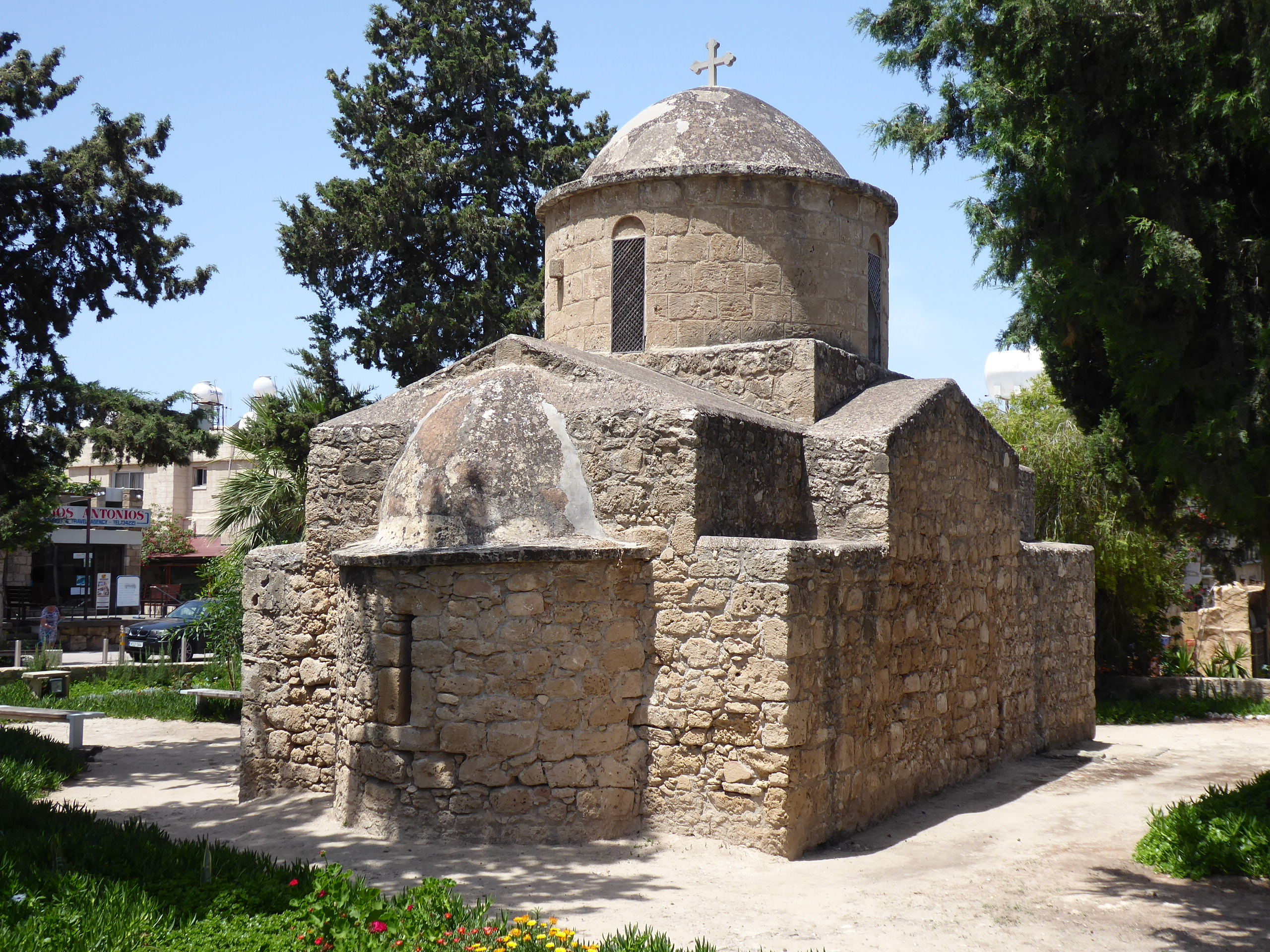
Kapelle Agios Antonios in Paphos

Agios Antonios (auch Church of St Anthony the Great, deutsch: St. Antonius der Große) ist eine Kapelle der zyprisch-orthodoxen Kirche in Paphos auf Zypern. 

## Beschreibung
Die Kreuzkuppelkirche gehört zu einer Gruppe von drei kleinen byzantinischen Kirchengebäuden, die sich in Kato Paphos, der modernen Unterstadt von Paphos inmitten eines touristisch geprägten Viertels befinden, wo sich sonst keine mittelalterliche Architektur erhalten hat. Ursprünglich besaß die Kapelle ein südliches Seitenschiff, im Westen befindet sich ein später angefügter Narthex. Im Inneren besitzt Agios Antonios eine schlichte hölzerne Ikonostase, die ursprüngliche Ausmalung mit Fresken ist vollständig verloren gegangen.